# NGC 2261
Az NGC 2261 (más néven Caldwell 46) egy diffúz köd a Monoceros (Monoceros) csillagképben. Először Edwin Hubble figyelte meg 1949. január 26-án.

## Felfedezése
A ködöt William Herschel fedezte fel 1783. december 26-án.

## Tudományos adatok
Az NGC 2261-ről készült 1999-es és 2008-as képek összevetésekor drámai változások
lettek megfigyelhetők. A köd fényességváltozása már önmagában is érdekes, de emellett egy nagy sajátmozgású csillag és egy kisbolygó feltűnése mutatja meg, hogy az égbolt nem is annyira állandó, vannak rajta változások. Az üstökös alakú ködöt a R Monocerotis néven ismert változócsillag teszi fényessé, amely az „üstökös” központi sűrűsödését mintázza.  Az R Monocerotis fényváltozását először Julius Schmidt figyelte meg 1861-ben, arra a tényre pedig, hogy a köd is változik 1916-ban jött rá Edwin Hubble. A köd átmérője 1 fényév.
Az objektumról a Szegedi Tudományegyetem alkalmazottjai is készítettek képet egy 60 cm-es Schmidt-távcsővel 1999. február 21-én este. A kép nagyon jól sikerült, bekerült a Tudományegyetem legjobb képei közé, és szépen lassan feledésbe merült. A tudományegyetem ezután kilenc évvel később, 2008. február 25-én készített róla újabb felvételeket. A képek február 28-án kerültek feldolgozásra, az eredmény teljesen igazolta a köd változását. A fényes területek teljesen eltávoldotak a csillag közeléből, viszont az jól látható, hogy valójában nem a köd szerkezete változott meg, hanem csak a köd megvilágítása. A legkézenfekvőbb elmélet szerint a fényességváltozást az R Monocerotis közelében kavargó sötét, átlátszatlan porfelhők okozzák, melyek árnyékokat vetnek a ködre.

## Megfigyelési lehetőség
Méretéből, és 10 magnitúdós látszó fényességének köszönhetően már közepes távcsövekben is könnyű látvány. Az R Monocerotis megpillantása már nehezebb feladat. A csillag halvány állapotában szinte teljesen lehetetlen megfigyelni, még a legnagyobb amatőr távcsövekkel is.
Természetesen alapfeltétel a megfigyeléshez a tiszta, derült ég.